# Zaqatala (Rayon)

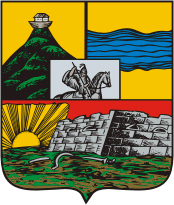
Wappen des Rayons

Zaqatala ist ein Rayon im Norden Aserbaidschans. Die Hauptstadt des Bezirks ist die Stadt Zaqatala. Im Südwesten grenzt der Bezirk an Georgien, im Nordosten an Russland.

## Geografie
Der Bezirk hat eine Fläche von 1348 km² und befindet sich an den Hängen des Großen Kaukasus, großteils im Tal Ganikh-Arichay. Es fließen sieben Flüsse durch die Region, die im Süden ebener wird. Das Klima ist gemäßigt bis subtropisch, etwa die Hälfte des Bezirks ist bewaldet. Im Gegensatz zum Rest von Aserbaidschan sind in Zaqatala Maulbeerbäume noch weit verbreitet.

## Bevölkerung
Im Rayon leben 130.500 Einwohner (Stand: 2021). 2009 betrug die Einwohnerzahl 117.900. Diese verteilen sich auf 22 Siedlungen. Im Bezirk siedelt eine größere Anzahl von Awaren, Lesgiern, Zachuren und Georgiern.

## Wirtschaft
Die Region ist landwirtschaftlich geprägt. Es gibt Haselnussplantagen. Es werden Gemüse, Tabak und Getreide angebaut sowie Schafzucht betrieben. Außerdem werden Tabak, Nüsse andere Lebensmittel weiterverarbeitet, es gibt Möbelfabriken und Webereien. Es werden auch Seidenraupen gezüchtet. Außerdem ist der Tourismussektor wegen des Naturparks im Kaukasus von wirtschaftlicher Bedeutung.

## Kultur
Im Bezirk sind viele Befestigungsanlagen aus der Zeit der Sassaniden erhalten. Nahe dem Dorf Yukhari Chardakhlar liegt mit der „Langen Mauer von Zagatala“ eines der größten Bauwerke, in der Nähe befindet sich auch ein bedeutendes Denkmal. Die Dörfer Aliabad und Mosul besitzen Moscheen aus dem 19. Jahrhundert.